# 79

## Събития
- Вулканът Везувий изригва и погребва градовете Помпей и Херкулан.
- Тит наследява баща си Веспасиан като император на Римската империя.

## Починали
- 23 юни – Веспасиан, римски император
- 24 август – Плиний Стари, древноримски учен